# Ustacystis gei
Ustacystis gei är en svampart som först beskrevs av Ellis & Everh., och fick sitt nu gällande namn av H. Zogg 1986. Ustacystis gei ingår i släktet Ustacystis och familjen Urocystidaceae.   Inga underarter finns listade i Catalogue of Life.